# ФК Бубамара Краљево
Фудбалски клуб Бубамара Краљево је најстарија приватна фудбалска школа у Југославији, основана 5. јануара 1991. године у Краљеву.
Оснивач Клуба је Ђорђе Коковић, признати фудбалски стручњак и визионар у погледу тренерског рада са децом и младима. Првих пет година рада фудбалске школе обележио је тренерски рад Ђорђа Коковића, који се 1995. године повукао из Бубамаре и каријеру наставио као селектор и тренер свих младих селекција репрезентације Југославије. Овај ангажман поверен му је 1995. године, на Седници Извршног одбора Фудбалског савеза Југославије.
Током првих неколико година, фудбалска школа Бубамара изнедрила је играче који су постигли значајне спортске успехе у клупском фудбалу и репрезентацији, а међу њима су Ненад Ковачевић, Дарко Дуњић, Александар Луковић, Александар Тришовић, Душан Анђелковић... Прве фудбалске кораке у Бубамари су направили и Немања Николић и Марко Гобељић. 
Фудбалски клуб Бубамара има селекције за узрасте деце од пете године, базе за припрему полазника за селекцију "петлића", до омладинског узраста.
Председник Фудбалског клуба Бубамара је Драган Тошић.